# Avelino Guillén Jáuregui
Avelino Trifón Guillén Jáuregui (Chincheros, Perú, 10 de novembre de 1954) és un advocat, fiscal i polític peruà, que va exercir de ministre de l'Interior del Perú entre novembre de 2021 i gener de 2022. Com a fiscal suprem adjunt va tenir un paper clau en el judici contra Alberto Fujimori per crims de terrorisme d'Estat.

## Trajectòria
Guillén va néixer el 10 de novembre de 1954, a la localitat peruana de Chincheros, situada al Departament d'Apurímac i es va llicenciar en Dret a la Universitat de San Martín de Porres.

### Com a jurista
El 1981 va ingressar al ministeri públic i al cap de poc temps va ser traslladat a Pucallpa per a investigar casos de narcotràfic. El 1984 va ser designat com a adjunt del fiscal provincial José Mejía Chahuara en el cas de la matança de cinquanta camperols a Pucayacu,executada pel capità de corbeta AP Álvaro Artaza Adrianzén, conegut com a «Comandante Camión». El 1994 va assumir el càrrec de fiscal superior de Lima. El 2001 va passar a la Fiscalia Suprema adjunta i va intervenir en diversos processos importants de corrupció durant el règim fujimorista: Blanca Nélida, Víctor Joy Way, Agustín Mantilla, vocals suprems i superiors designats a dit, congressistes trànsfugues, corrupció al ministeri, autocop d'estat de 1992.
També va tenir un paper fonamental en la sentència de 25 anys contra l'expresident peruà Alberto Fujimori per la massacre de Barrios Altos i la de La Cantuta. Per aquesta raó va ser elegit pel diari espanyol El País com una de les 100 personalitats del 2008. En mèrit als seus intensos trenta anys de lluita contra la corrupció i la impunitat, el 2009 va rebre el Premi Nacional de Drets Humans Àngel Escobar Jurado, de la Coordinadora Nacional de Drets Humans. Després de la seva actuació en els judicis contra Alberto Fujimori va presentar-se a la plaça de fiscal suprem titular; no obstant això, va ser desqualificat pel Consell Nacional de la Magistratura.

### Com a polític
El 2011 va renunciar al ministeri públic del Perú i després de ser elegit Ollanta Humala com a president del Perú, es va fer càrrec de l'equip de transferència del nou govern al sector Justícia. El 2021 va formar part de l'equip tècnic del candidat presidencial Pedro Castillo a la segona volta de les eleccions generals d'aquell any. El 16 de setembre de 2021 va ser víctima d'assetjaments, insults i difamacions en un supermercat de Lima, al districte de San Borja. L'atac, comès pel grup ultradretà La Resistència, va ser difós en un vídeo per xarxes socials.
Posteriorment, el president Pedro Castillo el va nomenar ministre de l'Interior després de la renúncia de Luis Barranzuela, càrrec que va jurar el 4 de novembre de 2021. No obstant, el 28 de gener del 2022 va renunciar de manera irrevocable al ministeri després de les seves discrepàncies per la permanència del llavors comandant general de la policia, Javier Gallardo, i la falta de resposta per part del president.